# Field Music
Field Music (с англ. — «Полевая музыка») — английская арт-рок-группа из Сандерленда, образованная в 2004 году. Ядро группы составляют братья Дэвид Брюис и Питер Брюис. Эндрю Мур был оригинальным клавишником. В их составе время от времени появлялись участники как Maxïmo Park, так и The Futureheads. До Field Music Дэвид Брюис участвовал в проектах New Tellers и Electronic Eye Machine. Несколько песен этих групп попали в ранние записи Field Music. Его брат Питер Брюис в одно время играл на барабанах в группе The Futureheads из Сандерленда.
Field Music называют одной из немногих групп, переживших взрыв популярности инди-гитарных групп середины 2000-х. Описывая группу как «по-настоящему искусное предложение в псевдонаполненном ландшафте современного британского арт-рока», музыкальный блог The Fantastic Hope отчасти объясняет это их «неосознанной антимодной позицией», утверждая, что «своенравная поп-музыка Field Music с окраин академической среды — один из самых стоящих путей, по которому может развиваться рок/инди/гитарная музыка/белый поп/что угодно». Критики сравнивали их музыку с такими разными исполнителями, как Steely Dan, XTC, Prefab Sprout, Peter Gabriel, Scritti Politti, Talking Heads и Todd Rundgren. Они также были номинированы на премию Mercury Prize.

## Характеристики
Стиль
Звучание группы можно охарактеризовать как инди-рок, прогрессивный поп и арт-рок.

## Дискография
Смотри статью «Дискография Field Music» в англ. разделе.
- Field Music (2005)
- Tones of Town (2007)
- Field Music (Measure) (2010)
- Plumb (2012)
- Commontime (2016)
- Open Here (2018)
- Making a New World (2020)
- Flat White Moon (2021)
- Limits Of Language (2024)